# Zhaoping
Zhaoping, även romaniserat Chaoping, är ett härad som lyder under Hezhous stad på prefekturnivå i den autonoma regionen Guangxi i sydligaste Kina.

## Källa
1. ↑  ”worldpostmarks.net”. Arkiverad från originalet den 2 januari 2015. https://web.archive.org/web/20150102101710/http://worldpostmarks.net/HTML%20Countries/china.htm. Läst 22 juli 2015.